# 你和她和她的戀愛。
《你和她和她的戀愛。》（日语：君と彼女と彼女の恋。）是Nitro+于2013年6月28日发行的戀愛冒險類型日本成人遊戲，2020年5月26日發售英文版。

## 故事
每天的生活就像是在爬樓梯。 期間一旦遲疑，就會舉步維艱。 所以，一步，一步地，什麼也不去想，往上走——
主人公心一，就像是群眾演員一樣，毫無個性可言。
雖然校花美雪是他的青梅竹馬，然而並不想張揚自己的他選擇了不向她搭話，只是作為一名普通的同班同學，過一些平平凡凡的日子。
而就在這麼一天，他被好友雄太郎叫喚而前往屋頂時，看見了在班裡孤立的電波少女アオイ(葵)。
「要嗶哩嗶哩嗎？」說出這麼一句話的她，突然向心一強吻。
在偶然在場的美雪幫助下，他總算脫離了現場，然而之後卻奇妙地被アオイ盯上了。
アオイ沒有朋友，也沒有人類所相應的感情。
很想教會她怎樣與朋友相處的方法的他下定決心，向美雪提出請求，於是3人開始共度時光。
隨著時日流逝，アオイ慢慢地覺醒了人類所相應的感情。
另一方面，美雪對小時候強行支配的心一的愛念甦醒了，她與主人公的距離慢慢縮短。
難得成為了朋友，3人的關係卻一天一天地變得越發尷尬。
本想著能夠永遠在一起——
但是，已經無法維持3人的關係——
主人公所選擇的，是美雪呢，還是アオイ呢？

## 游戏系统
本游戏的操作方式与其他Galgame类似。一周目玩家只能攻略女主角曾根美雪，无法攻略另一个女主角向日葵，强行攻略葵的话会进入Bad End（坏结局）。二周目之后，玩家才能攻略葵，然而游戏会设法让玩家继续攻略美雪，避免攻略葵。执意攻略葵的话，游戏系统会发生变化，出现特殊剧情。
在特殊剧情中，游戏会变成“游戏数据已遭到篡改”的样子，存档全部丢失，保存和读取功能全部失效，也无法再回到最初未进行游戏的状态，只能在一些固定事件中循环。此时游戏主角会将玩家视为角色，与玩家进行交流。玩家需设法突破循环事件的封锁，推动剧情发展。最后游戏会要求玩家从两个女主角中选择追求的女性角色。选择完成后，游戏恢复正常，但是另一个角色的游戏数据会消失，无法恢复。
破關第一次之前與遊戲最後可輸入作弊碼，输入後如果不及時關閉遊戲，会进入作弊模式，之后游戏CG、音乐、场景全部解锁，但游戏剧情也会损坏，无法继续游玩。在循环事件中，如果玩家在触发必要剧情之前就能正确输入突破封锁的号码，游戏角色会谴责玩家作弊，然后游戏也会进入作弊模式。
準確來說，是在特定的時機下可以輸入作弊碼，但這時機牽涉到遊戲解謎環節。

## 人物

### 主要人物
須須木 心一
平凡不起眼的男主角，和美雪是青梅竹馬，不過在學校隱瞞這件事。
曾根 美雪（聲：手塚まき）
學校偶像，主角的青梅竹馬，討厭分不清虛擬與現實的人。班裡的班花，學習成績優秀，形象完美。很喜歡貓，但對貓過敏。雖然表面上對須須木心一保持著不特意理會的態度，不過內心對心一依然有感情。女主角之一。
※該角色基於不同的玩家會有不同的愛好和習慣，記住這些愛好和習慣是通關的關鍵。
向日 葵
班級里的電波女，把世界稱之為遊戲，認為自己是遊戲中的可攻略角色。由於缺乏常識，所以常常不太理解他人的想法，有時不分場合就說出色情的言語或做出色情的事。在心一的努力下終於和美雪成為朋友。女主角之一。
"玩家"
實際操作遊戲、進行選擇的各位遊戲玩家們。以操作主人公"心一"的方式在遊戲裡活動。也就是，在看著這篇文章的"你"。

### 其他人物
曙 雄太郎
主角的死党。没有女朋友，自称是浪漫俱乐部的部長。
晴／春（聲：桐谷華）
美雪的演艺部后辈。在曙雄太郎家的便利店临时打工。很容易就慌慌張張。其真實身分是雄太郎之弟，龍二郎，有男扮女裝的愛好。
艾爾（聲：北都南）
最初出现时是被葵收养的小猫，頭上有閃電標誌，被葵說是電波貓咪。
神／神大人（聲：北都南）
所有美少女遊戲主角的創造者，她們的總體；以類似語音系統的身分推動遊戲進行。

## 主题曲
- OP：

主唱：岩瀨敬吾 / 作詞：岩瀨敬吾 / 作曲、編曲：平田博信
- ED：

曾根美雪結局：
主唱：Swinging Popsicle / 作詞：藤島美音子 / 作曲、編曲：平田博信
向日葵結局：
主唱：多田葵 / 作詞：いとうかなこ / 作曲、編曲：平田博信
- 插曲：

主唱：いとうかなこ / 作曲、編曲：平田博信

## 工作人员
- 企画、劇本、監製：下倉バイオ
- 原画、人物设定：津路参汰
- 音乐：平田博信
- 製作人：でじたろう（小坂崇氣）

## 小說
《我和她和她的恋爱》: 作者：下倉バイオ / 插图：津路参汰。《TECH GIAN》2013年4-8月号连载（全5回）。

## 评价
本游戏不同于常见AVG类游戏，其独特的剧情系统被玩家评价其为「探索『和坐在屏幕后面的玩家能以何种程度和游戏互动』」，在一个由151日本游戏制作人共同评选出2013年最佳游戏中排名19。